# William H. Doane

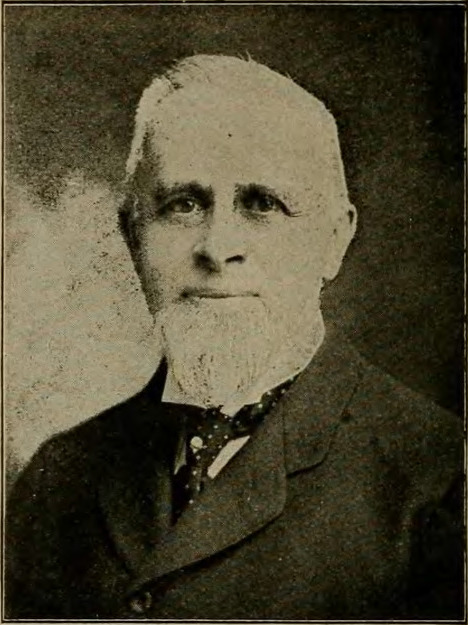
William H. Doane

William Howard Doane (* 3. Februar 1832 in Preston, Connecticut; † 23. Dezember 1915 in South Orange, New Jersey) war US-amerikanischer Industrieller und Komponist von Erweckungsliedern.

## Werk
William Howard Doane war einer bekanntesten Komponisten von Erweckungsliedern. Er komponierte unter anderem die Melodien zu den folgenden Kirchenliedern:
- Pass me not, O gentle savior (1870, Text von Fanny Crosby, deutsch von C. Ott als Gehe nicht vorbei, o Heiland)
- Take the Name of Jesus with You (1899, Text 1871 von Lydia Baxter, deutsch 1875 von Ernst Heinrich Gebhardt als O, wie süß klingt Jesu Name!)
- Jesus, keep me near the cross (Text von Fanny Crosby)
- Safe in the Arms of Jesus (Text von Fanny Crosby, deutsch von Ernst Heinrich Gebhardt als O in den Armen Jesu)
- To God be the glory (Text von Fanny Crosby, deutsch von Lotte Sauer als O Gott, dir sei Ehre)
- Brüder, auf zu dem Werk
- Komm heim, komm heim
- Lasst unser Loblied steigen
- Wär gleich blutrot die Sünde

Doanes Lieder zeigen typische Merkmale des Erweckungsliedes:
Sie stehen meist in geradem Takt (Musik) ohne Auftakt. Im Rhythmus dominieren punktierte Noten; teilweise ergibt sich ein rhythmisch sehr stereotypes Bild: Gleich bleibende Muster von wenigen Notenwerten werden über weite Strecken des Liedes wiederholt (Brüder, auf zu dem Werk).
Doanes Melodien setzen sich aus kurzen Phrasen zusammen, meist in analog gebildeten Vordersatz-Nachsatz-Paaren (Hin und wieder Zurück). Der melodische Ambitus ist meist klein. Tonwiederholungen und Tonschritte in Dur oder im pentatonischen Raum sind häufig, Sprungbewegungen in den Melodien wirken teilweise unmotiviert.
Die meisten der Lieder Doanes besitzen einen Refrain. Dort finden sich regelmäßig lange Liegetöne in der Melodie (O wie süß klingt Jesu Name), welche in den Begleitstimmen eigenständige, rhythmisch motivierte Phrasen erlauben (O wie süß - (wie süß) - es erklingt - (es erklingt) - wenn mein Herz von Jesus singt).
William Howard Doane gab zahlreiche baptistische Liederbücher heraus.

## Autographensammlung
Um 1890 erwarb Doane in Europa zahlreiche Manuskripte von bedeutenden Komponisten wie Wolfgang Amadeus Mozart und Ludwig van Beethoven. Seine Tochter, Marguerite Treat Doane, vermachte diese Sammlung 1950 dem Palmer Theologischen Seminar Wynnewood, Pennsylvania, wo sie in Vergessenheit geriet. Nachdem dann zunächst 1990 zwei Mozart-Autographen aus dieser Sammlung wiedergefunden und versteigert wurden, fand man im Sommer 2005 durch Zufall auch das eigenhändige Manuskript von Beethovens Großer Fuge (1824, op. 133, für Klavier zu vier Händen; ursprünglich das Finale des Streichquartetts Op. 130). Es soll im Dezember 2005 in London versteigert werden.